# ノラと皇女と野良猫ハート
『ノラと皇女と野良猫ハート』（ノラとおうじょとのらねこハート）は、日本のアダルトゲームブランドであるHARUKAZEより2016年2月26日に発売された成人向け美少女ゲーム。略称は「ノラとと」。

## 概要
本作はHARUKAZEの第2作であり、2013年5月31日発売のデビュー作『らぶおぶ恋愛皇帝 of LOVE!』から2年9か月後に発売された。企画・シナリオ・ディレクションはHARUKAZEの代表であるはとが担当した。原画は前作での3人の原画家の一人だった大空樹により描かれ、SDキャラデザインは日下部ハルカが担当した。HARUKAZEの広報担当であるなかがわによれば、作品の制作は『らぶおぶ』の発売から1か月後の2013年7月に開始されたという。
現代の日本を舞台とした学園恋愛アドベンチャーゲームであり、主要なヒロインは4人。地上世界に住むごく普通の少年・ノラが、冥界の皇女・パトリシアの魔法によって猫の姿にされてしまうというファンタジー作品である。企画者のはとによれば、本作品のテーマは「死生観」とされており、ヒロインのパトリシアが冥界の皇女であったり、主人公のノラが母親と死別していることなどに表れている。本作品は通常のアドベンチャーゲームと同様に、ストーリーは主人公であるノラの視点で語られてゆくが、時おり朝ドラや時代劇のようなナレーション（声：涼森ちさと）が入ることもある。これには企画者にしてシナリオライターであるはとが、演劇鑑賞を趣味としていることが関係している。
2015年8月14日、「コミックマーケット88」の開催日にティザーサイトが開設され、制作が発表された。その後、8月21日にアダルトゲーム雑誌の「TECH GIAN」「PUSH!!」の2015年10月号などにて正式に発表され、作品のストーリーやキャラクターなどの概要が明らかになった。当初の発表ではタイトルは『ノラと皇女と野良猫ハート -Nora, Princess, and Stray Cat.-』とされていた。
2015年11月27日より予約が開始され、秋葉原の4店舗（ソフマップ、とらのあな、げっちゅ屋、メディオ!）で予約数が第1位となった。2015年12月29日、HARUKAZE公式サイトおよび「コミックマーケット89」にて「ショートTVアニメ化」が発表された。2016年1月20日にGetchu.com他にてゲームの体験版が公開された。2016年1月31日にマスターアップが発表された。2月26日の発売日には秋葉原で記念イベントが開催され、公式サイトでは修正ファイルが公開された。
ゲームの初回限定版に封入されたチラシにて、本作のビジュアルファンブックが「TECHGIAN STYLE」レーベルにて制作決定となったことが告知された。同書には、おまけシナリオが収録されたアペンドディスクが付属された。
2017年9月28日にPlayStation Vita版ゲームが、同年10月27日にはPCゲーム版続編『ノラと皇女と野良猫ハート2 -Nora, Princess and Crying Cat.』が発売。続編には新キャラクター4人に加え、前作のサブキャラだった3人がヒロインとして昇格している。
2018年10月25日にPlayStation 4とNintendo Switch（HD）版が発売され、2019年2月28日に「2」の家庭用ゲーム機（PS4/PS Vita/Switch）版が発売された。
2021年2月26日に5周年を記念して新規アペンドの『ノラと皇女と野良猫ハート ネコのお考え100連発!!』と『ノラと皇女と野良猫ハート1+2 5周年記念コンプリートパック -5th Anniversary Edition-』が発売。
本編のシナリオライターである「はと」は続編にもかかわっており、ねとらぼとのインタビューの中で「続編でも会話のリズム感を重視している」と述べている。

## ストーリー
ノラと皇女と野良猫ハート
湾岸の町「桜ヶ淵市」に暮らす少年「反田ノラ」は、ある春の日の登校途中、一人の美しい少女の姿を目にする。「パトリシア」という名のその少女は冥界の皇女であり、ノラたちの住む地上の生物を滅ぼすためにやってきたのだった。その日の昼、ノラはとある出来事からパトリシアとキスをしてしまう。するとノラの体は一匹の黒猫の姿に変わった。パトリシアが持つ魔力により、ノラは彼女の眷属になってしまったのである。数日後、人間の姿に戻ることができたノラだったが、その後も幾度となく猫になったり人間に戻ったりを繰り返すようになる。
ノラと皇女と野良猫ハート2
主人公「反田ノラ」がパトリシアの魔法によってネコに変えられてから少し時は経ち、季節は夏、ノラとその仲間たちは海の家で働いていた。ある日、海岸に雪が降り落ちる。それが冬の皇女「アイリス」との出会いだった。

## キャラクター

### メインキャラクター
声優は、PCゲーム版 / CSゲーム版・アニメ版。黒木未知と明日原ユウキの二人は作中では通常、「黒木」「明日原」と姓で呼ばれる。
反田 ノラ（はんだ ノラ）
声：朝井彩加（アニメ）
本作の主人公、桜ヶ淵学園2年C組の男子生徒。父はおらず、母親も数年前に他界している。母が生前、近所の子供たちを自宅に招いて勉強を教える学習塾のようなことをしていたため、現在も家で小さな子供たちに宿題を教えている。冥界の皇女パトリシアの使った魔法により、彼女の眷属にさせられ、黒猫の姿に変身してしまう。ネコになったときは主であるパトリシア以外とは言葉が通じなくなる。ネコになったときの目の色は緑色。人間に戻った時も、猫化したことにより感覚が鋭敏になったり運動神経が向上するなどの影響が出ている。
パトリシア・オブ・エンド
声：小鳥居夕花 / 高森奈津美
身長165cm B89(F)/W56/H85 12月31日生まれ
本作のメインヒロインで、冥界の皇女。愛称は「パト」。西洋人形のように美しい姿をした金髪ツインテールの少女。とある理由から地上の生命に死をもたらすためやってきた。勉強が好きで冥界では一日中書庫で読書をしていることもあったが、地上世界の事情は何もわからず、「学校」というものの存在すら知らない。ノラたちと同じ言葉を話すことはできるが、地上の文字を読むことはできない。ルーシアという姉とユウラシアという妹がいて、三姉妹揃って桜ヶ淵学園に編入する。
黒木 未知（くろき みち）
声：遥そら / 仙台エリ
身長164cm B90(G)/W55/H84 5月8日生まれ
桜ヶ淵学園2年E組の女子生徒。長い黒髪の少女。生真面目な性格で風紀委員を務めており、いかがわしい言葉を聞くと耳鳴りがする体質。母親との二人暮らしで父親はいない。教育熱心な母の方針によりかなり厳しい塾に通っており、本人も勉強好きなこともあって学校の成績は優秀。勉強好きな分それ以外の目標が見つけられないとのこと。ノラの母が営んでいた塾に以前通っていた幼馴染だが現在はやや疎遠気味。ノラが猫の姿になったことに最初に気づいた人物。
夕莉 シャチ（ゆうり しゃち）
声：神代岬 / 浅川悠
身長168cm B96(H)/W58/H89 6月10日生まれ
桜ヶ淵学園2年A組の生徒で、ノラと同居している白い髪の少女。物静かでおとなしい性格。ノラが幼いころ海岸で拾い、それ以来一緒に暮らしている。料理が得意でノラと同様に子供たちから人気がある。人間離れした怪力を発揮したり、とても正確な天気予報ができたりするなど、その素性は謎に秘められている。常にノラのためを思って行動しており、現在の目標はノラの結婚相手を見つけることである。バストサイズは96センチHカップでヒロインの中で一番の巨乳。
明日原 ユウキ（あすはら ゆうき）
声：桐谷華 / 種﨑敦美
身長160cm B86(E)/W54/H82 7月7日生まれ
ノラの後輩であるポニーテールの女子生徒。ノラとは同い年だが、事情により1年遅れて桜ヶ淵学園に入学したため、学年は下となっている。ギャルのような外見で、カーディガンを腰に巻いている。明るく能天気な性格で人脈が豊富。コンビニの店員や猫カフェのウェイトレスなど複数のバイトを掛け持ちしており、学校に遅刻してしまうこともある。カラオケ好き。ノラ、未知、シャチなどの先輩たちを「ノラパイ」「未知パイ」「シャチパイ」と呼ぶ。当初はサブキャラクターとなる予定だったが、デザインが良かったためメインキャラクターとなった。ノラの母の元生徒。
アイリス・ディセンバー・アンクライ
声：花園めい / 石上静香
忘れ去られた冬の国、アンクライ皇国の皇女。人々から忘れ去られた母国を思い出させてもらうために地上へやってくるが、夏真っ盛りの地上に苦労する。「2」におけるメインヒロイン。
ノエル・ザ・ネクストシーズン
声：雨場つかさ / 畑中万里江
身体能力が非常に高い、アイリスの付き人。皇族と言葉を交わすのは恐れ多いことだと考えているため、意志を伝える場合は、自らの声を録音した機器を使用する。「2」からの追加ヒロイン。

### サブキャラクター
ルーシア・オブ・エンド・サクラメント
声：院出華真衣 / 大地葉
パトリシアの姉。厳格な雰囲気を持つがパトリシアのことを溺愛しており、彼女を追って地上にやってくる。魔力はパトリシアにやや劣るものの、剣術が得意。サブキャラクターだが、Hシーンがある。続編ではメインヒロインに昇格している。
ユウラシア・オブ・エンド
声：卯衣 / 大橋歩夕
ルーシアとパトリシアの妹。愛称は「ユウ」で二人の姉のことを「シア姉」「パト姉」と呼ぶ。見た目はかわいらしいが、性格はややお転婆で毒のある言動をする。煉獄の魔法を使い、自在に爆発を起こすことができる。サブキャラクターだが、Hシーンがある。続編ではメインヒロインに昇格している。
高田 ノブチナ（たかだ のぶちな）
声：はちみつこ / 山岡ゆり
ノラのクラスメイトである長いツインテールの少女。体が小さく、胸も薄い。実家はヤクザでとてもケンカが強い。ノラの母の元生徒。続編ではメインヒロインに昇格している。ノラと仲が良く、彼が行方不明になった時には後述の井田や田中ちゃんと共に捜索していたりもしている。続編で下の名前の漢字が信千奈であることが判明した。
田中ちゃん（たなかちゃん）
声：松手多代 / 木村珠莉
ノラのクラスメイトの少女。気弱で内気な性格。ノラの母の元生徒。言動に似合わずマウンテンバイクを愛用しており、猫になったノラが一時行方不明になった際に使用したりしているが、三度に渡ってライトを盗難されるなど、常識人だがかなりの不運。続編で下の名前が「ユキ」であることが判明した。
井田（いだ）
声：笹崎こじろう / 益山武明
ノラのクラスメイトの少年。指定制服ではない学ランの下に青いアンダーシャツを着ており、眉毛を剃って髪の一部をドレッドヘアーにするなど、不良のような見た目をしており、ぶっきらぼうな態度をとるが、根は優しい。ノラの母の元生徒。続編で下の名前が「コウキ」であることが判明した。
冥界の母
パトリシア、ルーシア、ユウラシアの母親。冥界の城に暮らす。娘のパトリシアに地上の生物を滅ぼしてくるように命じた。
高田 ノブチカ（たかだ のぶちか）
声：矢羽薫 / 丸山有香
ノブチナの姉。大学進学とともに家を飛び出し、弁護士となる。妹であるノブチナとは喧嘩が絶えない。
オルカ
声：東雲りあ / 谷口夢奈
シャチと関わりのある少女。感情に抑揚がなく、無駄なものは徹底して省いていく。
ノラの母
ノラの実母。すでに故人であり、遺影のみ登場する。美人だがズボラで酒好きな性格で、6回の離婚を経験するなど男癖が悪く、ノラ曰く「困っているからという理由で次々と男を拾っては逃げられ、その代わりに猫を拾い、その猫に逃げられてはまた男を拾って来る」人物だった。町の人々から慕われており、葬式の際も彼女の世話になったと言う人々が大勢訪れ、どんちゃん騒ぎで送りだされるなど、人たらしの性格だった。シャチの事も実の娘のように可愛がっており、ノラ曰く「自分から誰かを（あるいは何かを）捨てた事の無いお人好し」だった。自宅で学習塾のような事をして生計を立てていた。
タケオ、サトウくん、ゆうちゃん
いずれもノラの塾の生徒の子供たち。ノラやシャチに懐いており、勉強を教えてもらったり食事を振る舞ってもらったり、一緒にゲームで遊んだりしている。野球帽を被ったヤンチャな少年がタケオくん、眼鏡をかけた少年がサトウくん、ショートヘアの女の子がゆうちゃん。いずれも本名は不明。
ミカ吉
本名不明。E組の問題児の一人。不細工な風貌の女子生徒。黒木曰く重量挙げの選手だったが怪我をしてから自信を喪失している。とある男女に惚れてしまい、黒木に相談を持ちかけたが、黒木の天然ボケなリアクションが原因で傷心。彼女の気持ちを理解するという名目で、黒木がノラに告白の練習を依頼したことが、結果的にノラが猫になる事件の遠因となった。その後の黒木の台詞によれば無事和解できた模様。見た目や言動に似合わず乙女な性格らしい。

## 舞台・用語
桜ヶ淵（さくらがぶち）
本作の舞台。某県の湾岸部に位置する自然豊かな地方都市。海岸線沿いの平野部に広がる街で、市街の背後には山地が広がっている。漁業が盛んで、長く伸びた海岸線などの観光資源にも恵まれている。都市部から日帰り可能な位置にありながらも豊かな自然や、交通渋滞が無く、一通りの店が揃った繁華街もあるなど快適かつ便利な街であるため、住む場所としての人気も高い。
反田邸
ノラとシャチの自宅兼学習塾。山側に位置している。元々は母と3人で暮らすごく普通の一戸建て住宅だったが、買い物に出かけている間に火事で全焼。その後母が連れてきた多くの人たちの厚意で、和洋折衷のかなり立派な文化住宅に建て直された。現在は冥界から来たパトリシア一行が居候しており、黒木やノブチナを始めとする友人たちも度々遊びに来ている。
桜ヶ淵学園
ノラたちが通う高校。市内のやや山側に位置している。制服は男女共に焦げ茶色を基調としたブレザータイプ。シャチが所属している、秀才の生徒が集まるA組、スポーツ推薦の生徒が集まるD組、ノラやノブチナ達が所属する「阿保のC組」の他、黒木が所属する、県内屈指の名門校出身の特待生を集めた「E組」が存在している。特にE組は、必ずしも素行が良い者が多いとは言えず、風紀委員から要注意人物とされている暴れん坊女子も多いため、通称「死のE組」などと呼ばれている。
冥界
死者の魂が住む異世界で、地上の世界の冥界とほぼ同じ物。暗く陰鬱な世界で、地上の人間が死を忘れようとしているため滅亡の危機に瀕している。

## ゲーム主題歌
ノラと皇女と野良猫ハート
オープニング＆エンディング主題歌「野良猫ハート」
作詞 - はと / 作曲・編曲 - Drop / 歌 - パトリシア・オブ・エンド（小鳥居夕花）、黒木未知（遥そら）、夕莉シャチ（神代岬）、明日原ユウキ（桐谷華）
挿入歌「Re:Start!」
歌・作詞 - 雪ノREN / 作曲・編曲 - RE-D
挿入歌「Brave Guardian」
作詞 - SHiKi/ 作曲・編曲 -RE-D / 歌 - 雪ノREN
挿入歌「僕が君を守る理由」
歌・作詞 -都乃 / 作曲・編曲 - 森リーモ慎之介
挿入歌「月」
作詞 - はと / 作曲・編曲 - ぽみ / 歌 - しろめ
主題歌の『野良猫ハート』は、はとが作詞、Dropが作曲し、4人のヒロインの担当声優である小鳥居夕花、遥そら、神代岬、桐谷華が歌う。ゲームの初回限定版に同梱されるサウンドトラックにショートバージョンが収録された。オープニングムービーの制作は森井ケンシロウが担当した。
挿入歌の『Re:Start!』は、雪ノRENが作詞、RE-Dが作曲・編曲し、雪ノRENが歌う。「コミックマーケット89」で販売された「HARU❀KAZEグッズセットC89」に封入された「雪ノREN×HARU❀KAZE ボーカルCD」に収録され、「TECH GIAN」2016年3月号のDVDコンテンツにも収録されており、体験版でも聴くことができる。製品版にはその他に『Brave Guardian』（作詞：SHiKi、作編曲：RE-D、Vo.：雪ノREN）、『僕が君を護る理由』（作詞：都乃、作編曲：森リーモ慎之介、Vo.：都乃）、『月』（作詞：はと、作編曲：ぽみ、Vo.：しろめ、Vn.：秋山利奈）という3つの挿入歌がある。
ノラと皇女と野良猫ハート2
ティザーソング・挿入歌「Sky Baby」
作詞 - はと / 作曲・編曲 - ぽみ / 歌 - しろめ
メイン主題歌「クライングハート」
作詞 - はと / 作曲・編曲 - Drop /  歌 -アイリス・ディセンバー・アンクライ（花園めい）、ノエル・ザ・ネクストシーズン（雨場つかさ）
オープニング主題歌「クライングハート」
作詞 - はと / 作曲・編曲 - Drop /  歌 -アイリス・ディセンバー・アンクライ（花園めい）、パトリシア・オブ・エンド（小鳥居夕花）

## CD

### サウンドトラック
ノラと皇女と野良猫ハート オリジナルサウンドトラック「Open Heart」
2016/6/24発売。
TVアニメ ノラと皇女と野良猫ハート オリジナルサウンドトラック
PS4 ノラと皇女と野良猫ハート HD プレミアム版 特典。
ノラと皇女と野良猫ハート2 オリジナルサウンドトラック『OBLIVION』
パソコン版サウンドトラック。2018/1/26発売。
PS4版ノラと皇女と野良猫ハート2 オリジナルサウンドトラック
初回版の特典。

### ドラマCD
店舗特典としてソフマップ、げっちゅ屋、トレーダー、グッドウィルにて録り下ろしドラマCDが付属された。

## 売上
Getchu.comの月間セールスランキングで1位、上半期セールスランキングで4位、年間セールスランキングで6位を獲得した。
PlayStation 4版は2018年6月25日～7月1日の累計販売数が1,606本、Nintendo Switch版は1,138本である。
シリーズ累計売上は10万本を突破している。

## 評価
PS Vita版はファミ通クロスレビューでは8、8、7、9の32点でゴールド殿堂入り。レビュアーはよくあるギャルゲーだがヒロインたちが可愛く魅力的、CGが美しく新規グラフィックも嬉しい、声優の演技が秀逸とした他、BGMを賞賛、ストーリーについてはテンポがよくギャグ満載ながらシリアスや意外な展開もあり引き込まれ、合間のショートストーリーもアクセントとしていいとした者や特徴のあるテキストや過剰に感じる説明も多くてアクが強い、個別ルートにいくらか不満があるとしたが魅力的なヒロインたちのおかげで細かな部分は気にしなければ楽しめるとした者がいた他、ナレーションについてはユニークでいいアクセントとした者とアクが強い一因になっているとした者で分かれ、回想モードがほしかったことや、立ち絵のパターンがよりほしかった、ヒロイン数がやや少ないがDVD付きならアリとした。
IGNの馬淵寛昭は、PS4版における性的表現に一貫性がない点を指摘しており、目に見えた差異があるとSNSで悪目立ちしてしまい、ユーザーへの購買意欲に影響を与える恐れがあると述べている。

## テレビアニメ
| 原作・監修・製作             | HARUKAZE                             |
| 監督                         | 森井ケンシロウ                       |
| シリーズ構成・脚本           | はと                                 |
| キャラクター原案             | 大空樹                               |
| キャラクターデザイン         | 衣谷ソーシ、宮嶋星矢                 |
| 音楽                         | 森慎太郎                             |
| 音響監督                     | 明田川仁                             |
| 音響効果                     | 安齋歩                               |
| 音響制作                     | マジックカプセル                     |
| プロデューサー               | 木村裕之                             |
| アニメーションプロデューサー | 内海洋                               |
| アニメーション制作           | DMM.futureworks/ダブトゥーンスタジオ |

2017年7月から同年9月まで、TOKYO MXとサンテレビにて5分枠のショートアニメとして放送された。ナレーションはすずきけいこが担当。本編を収録したBDは原作ゲームのPS Vita版のプレミアム版に、DVDは通常版に付属する。

### 制作
本作のアニメ化は原作の制作段階からすでに決まっており、原作のオープニングムービーを制作した森井ケンシロウが監督として起用された。HARUKAZEの広報担当者は、ねとらぼのインタビューに「アニメ化してもブランドのギャグの方向性を理解していると思って森井を起用した」と答えている。
アニメ化を決定した時点では、30分アニメとショートアニメの両方の可能性も考えられていたが、前者の場合は製作委員会方式で好きなことがしづらいことと、広報担当者が森井の過去作品のショートアニメを気に入ったことから、HARUKAZEが全額出資する形で短編アニメとして制作された。
テレビアニメ版の脚本は原作のシナリオライターであるはとが手掛けており、前知識なしでも軽い気持ちで見られるようにするため、原作のコメディ要素やリズム感を重視した内容となった。また、第6話「世界平和」は全編通して水戸市森林公園のヤギの映像を登場人物に見立てる、第10話ではコマンド総当たりアドベンチャーゲーム風の演出がとられた。
エンディングにはミニコーナー「ネコのお考え」があり、ネコ以外の複数名の登場人物がその回を解説している。

### 主題歌
メインテーマ「ネ！コ！」
作詞 - はと / 作曲・編曲 - 森慎太郎 / 歌 - パトリシア・オブ・エンド（高森奈津美）、黒木未知（仙台エリ）、夕莉シャチ（浅川悠）、明日原ユウキ（種﨑敦美）
イメージソング「ガムランは凶器じゃねぇ!!」（第10話）
作詞 - はと / 作曲・編曲 - 吉田和人 / 歌 - 井田（益山武明）

### 各話リスト
| 話数   | サブタイトル                             | 絵コンテ   | 演出       | 作画監督        | 「ネコのお考え」での次回予告のサブタイトル                    |
| ------ | ---------------------------------------- | ---------- | ---------- | --------------- | ------------------------------------------------------------- |
| 第1話  | 魔法でネコになっちゃった！？             | 衣谷ソーシ | 衣谷ソーシ | 宮嶋星矢 藤森蒼 | -                                                             |
| 第2話  | プリント配るとき振り向かないやつ         | 藤森蒼     | 藤森蒼     | 宮嶋星矢 藤森蒼 | パトリシア「火災保険の入り方」                                |
| 第3話  | 私たちの思い出                           | 宮嶋星矢   | 宮嶋星矢   | 宮嶋星矢 藤森蒼 | 高田ノブチナ「ラーメンに猫何匹入れちゃう？」                  |
| 第4話  | 革命児                                   | かけひなな | かけひなな | 宮嶋星矢 藤森蒼 | ルーシア「カイロプラティックの罠」                            |
| 第5話  | リヴァイアサン推し                       | 衣谷ソーシ | 衣谷ソーシ | 宮嶋星矢 藤森蒼 | -                                                             |
| 第6話  | 世界平和                                 | -          | -          | -               | -                                                             |
| 第7話  | 我が名は客                               | 宮嶋星矢   | 宮嶋星矢   | 宮嶋星矢 藤森蒼 | （CV:高森奈津美）「ヤギマシマシ、今日よりもっと山羊バリカタ」 |
| 第8話  | 夏の花火                                 | 藤森蒼     | 藤森蒼     | 宮嶋星矢 藤森蒼 | 明日原ユウキ「サンタの土下座」                                |
| 第9話  | ドーナツ屋さんに行きたくなってきた       | 宮嶋星矢   | 宮嶋星矢   | 宮嶋星矢 藤森蒼 | 明日原ユウキ「ねずみ花火をシュークリーム感覚で食う女」        |
| 第10話 | 先生は、犯人捜しをするつもりはありません | 磐田きりん | 磐田きりん | -               | -                                                             |
| 第11話 | 断捨離                                   | 雛田ゆいち | 雛田ゆいち | 宮嶋星矢 藤森蒼 | -                                                             |
| 第12話 | 衣服が足りない                           | 衣谷ソーシ | 衣谷ソーシ | 宮嶋星矢 藤森蒼 | パトリシア「危険!女子の思い込み」                             |

### 放送局
| 放送期間                | 放送時間                     | 放送局     | 対象地域 |
| ----------------------- | ---------------------------- | ---------- | -------- |
| 2017年7月12日 - 9月27日 | 水曜 22:45 - 22:50           | TOKYO MX   | 東京都   |
| 2017年7月13日 - 9月28日 | 木曜 0:15 - 0:20（水曜深夜） | サンテレビ | 兵庫県   |

| 配信開始日    | 配信時間           | 配信サイト                                                                 | 備考                                             |
| ------------- | ------------------ | -------------------------------------------------------------------------- | ------------------------------------------------ |
| 2017年7月12日 | 水曜 22:45 更新    | ニコニコチャンネル                                                         |                                                  |
|               | 水曜 23:40 - 23:45 | AbemaTV 新作TVアニメチャンネル                                             | リピートあり                                     |
|               | 水曜 23:00 更新    | Amazonビデオ ComicFestaアニメZone Rakuten TV ビデオマーケット ひかりTV     |                                                  |
| 2017年7月13日 | 木曜 0:00 更新     | U-NEXT アニメ放題 J:COMオンデマンド ビデオパス みるプラス TSUTAYA TV VIDEX |                                                  |
|               | 木曜 10:00 更新    | DMM                                                                        |                                                  |
| 2017年7月21日 | 金曜12:00更新      | HAPPY!動画                                                                 |                                                  |
| 2017年7月19日 | 水曜23:00更新      | GYAO!/プレミアムGYAO!/GYAO!ストア                                          | 第1話無料、最新話1週間無料 初回配信2話分同時配信 |
| 2017年7月20日 | 隔週木曜           | Google Play/YouTube                                                        | 初回2話分同時配信                                |

### Webラジオ
2017年5月25日から2018年3月29日（休止）まで『ノラと皇女と野良猫ラジオ』がHiBiKi Radio Stationにて隔週木曜に配信された。パーソナリティは、明日原ユウキ役の種﨑敦美と高田ノブチナ役の山岡ゆり。

## 小説
2017年6月30日に単行本が発売された。パトリシアのシナリオが、パトリシア自身の視点で語られる。原作：はと（HARUKAZE）、著：小林健太郎、イラスト：大空樹。
- 2017年6月30日発売、一迅社、ISBN 978-4-75-804962-7

## 漫画
2017年9月号から2018年3月号まで『ノラと皇女と野良猫ハート ピリ辛勇者ノブチナ』が電撃G'sコミックにて連載された。ノブチナを主人公にした公式スピンオフ作品。原作：はと（HARUKAZE）、作画：竹嶋えく。
- 2018年2月24日発売、KADOKAWA（電撃コミックスNEXT）、ISBN 978-4-04-893637-8

## コラボレーション
- 会津鉄道

ノラとと列車

  - 芦ノ牧温泉駅 - 2018年9月17日より本作のキャラクター・ノラが名誉副駅長に就任[40]。それに先駆けAT-400形による「ノラとと列車」の同年9月1日より運行開始した[41]。また、これに合わせてスマートフォン用ゲームアプリ『ステーションメモリーズ!(駅メモ!)』とも、10月25日から「会津鉄道×ノラとと×駅メモ！コラボキャンペーン」が開催された[42]。なお、ステーションメモリーズ!(駅メモ!)と「会津鉄道×ノラとと×駅メモ！コラボキャンペーン」は、上記コラボの1年後の2019年10月25日からも開催された[43]。